# IntelliDraw
IntelliDraw是一款運行於Macintosh及Windows平台的繪圖軟件。原屬Silicon Beach Software開發（以SuperPaint及Dark Castle聞名的軟件公司），被當時DTP軟件翹楚Aldus公司收購，以Aldus IntelliDraw名義於1992年發行。
該軟件結合了以Draw、CAD及Bitmap特性於一身，創造出“對稱及連接”（Symmetrigon and Connectigon）為基礎的繪圖工具。於當時是非常先進創新的觀念。不過它的銷路只能說強差人意，而Adobe併購了Aldus後，已停止了所有對該軟件的開發。
IntelliDraw的開發人員，後來開發了SmartSketch，改良後成為FutureSplash Animator，輾轉而成為今日傳奇軟件—Flash。

## 另見
- Aldus